# Terelj
Terelj est une boisson gazéifiée non-alcoolisée fabriquée en Mongolie et dont le nom provient du Parc national Gorkhi-Terelj.
Cette boisson est fabriquée à partir notamment de thym sauvage.